# Handley Page Halifax
Handley Page Halifax là một loại máy bay ném bom hạng nặng của Không quân Hoàng gia Anh trong Chiến tranh thế giới II. Nó cùng thời với loại Avro Lancaster, Halifax vẫn còn được sử dụng cho đến khi chiến tranh kết thúc, nó đảm nhiệm nhiều nhiệm vụ khác nhau ngoài vai trò là máy bay ném bom. Halifax còn được trang bị cho các phi đội thuộc Không quân Hoàng gia Canada, Không quân Hoàng gia Australia, Không quân Pháp tự do và không quân Ba Lan. Sau chiến tranh thế giới II thì Halifax được trang bị cho Không quân Ai Cập, Không quân Pháp và Không quân Pakistani.

## Quốc gia sử dụng

### Quân sự

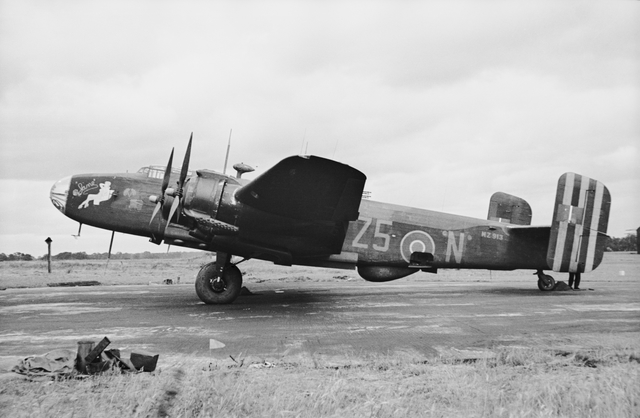
Một chiếc Halifax của Australia thuộc phi đội 462 RAAF tại căn cứ Foulsham năm 1945

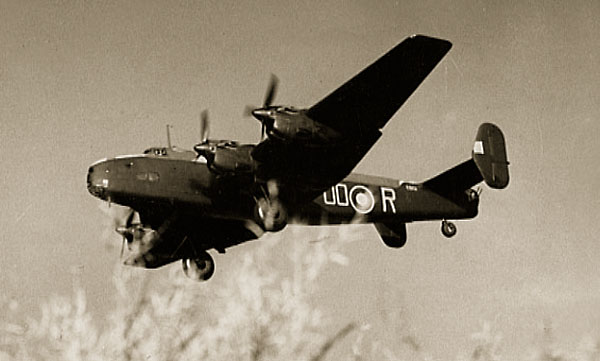
Máy bay ném bom Halifax OO-R năm 1944

Úc
- Không quân Hoàng gia Australia[2]

 Canada
- Không quân Hoàng gia Canada[3]

 Egypt
- Không quân Hoàng gia Ai Cập[4]

 Pháp
- Không quân Pháp tự do[2]

 Pakistan
- Không quân Pakistan[5]

 Ba Lan
- Không quân Ba Lan lưu vong ở Anh[6]

 Anh Quốc
- Không quân Hoàng gia[7]

### Dân sự
Úc
- Aircarrier
- Geoffrey Wikner (B3 hoán cải với cabin chở 15 hành khách)

 Pháp
- Aero Cargo
- CTAI
- SANA (Societe Anonyme de Navigation Aeriennes)

 Na Uy
- Peteair
- Vingtor Airways

 Pakistan
- Pakistan Airways

 South Africa
- Alpha Airways
- LAMS (South Africa)

 Thụy Sĩ
- Air Globe

 Anh Quốc
- Air Freight
- Airtech
- Bond Air Services
- British American Air Services
- British Overseas Airways Corporation
- Chartair
- C.L. Air Surveys
- Eagle Aviation
- Lancashire Aircraft Corporation
- London Aero and Motor Services (LAMS)
- Payloads
- Skyflight
- Union Air Services
- V.I.P. Services
- Westminster Airways
- World Air Freight

#### Quốc gia sử dụng Halton
Ấn Độ
- Maharajah Gaekwar of Baroda

 Pháp
- Louis Breguet

 South Africa
- Alpha Airways

 Anh Quốc
- Bond Air Services
- British American Air Services
- British Overseas Airways Corporation
- Westminster Airways
- Worldair Carrier

## Tính năng kỹ chiến thuật (Mk III)

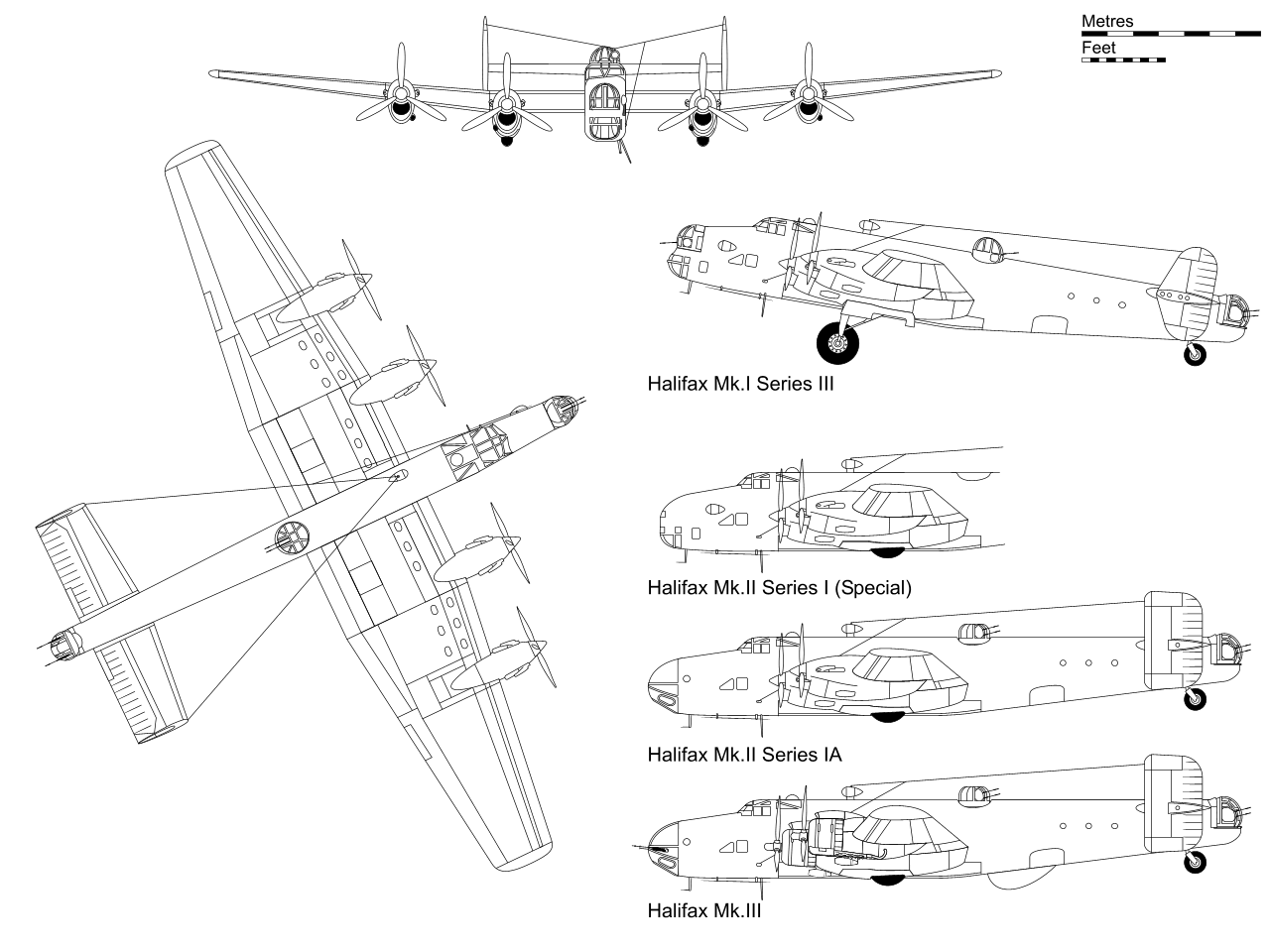

Halifax, Second to None

### Đặc điểm riêng
- Tổ lái: 7
- Chiều dài: 71 ft 7 in (21,82 m)
- Sải cánh: 104 ft 2 in (31,75 m)
- Chiều cao: 20 ft 9 in (6,32 m)
- Diện tích cánh: 1.190 ft² (110,6 m²)
- Trọng lượng có tải: 54.400 lb (24.675 kg)
- Động cơ: 4 × Bristol Hercules XVI, 1.615 hp (1.205 kW) mỗi chiếc

### Hiệu suất bay
- Vận tốc cực đại: 282 mph (454 km/h)
- Tầm bay: 1.860 mi (3.000 km) (chiến đấu)
- Trần bay: 24.000 ft (7.315 m)
- Vận tốc lên cao: 750 ft/phút (3,8 m/s)
- Lực nâng của cánh: 45,7 lb/ft² (223,1 kg/m²)
- Lực đẩy/trọng lượng: 0,12 hp/lb (195 W/kg)

### Vũ khí
- 8 khẩu súng máy Browning.303 in (7,7 mm)
- 1 khẩu súng máy Vickers K.303 in (7,7 mm)
- 13.000 lb (5.897 kg) bom